# Henri Sicre
Henri Sicre , né le 26 juin 1935 à Rabat (Maroc), est un homme politique français.

## Biographie
Cet inspecteur des impôts a exercé de nombreux mandats locaux : conseiller général pendant 19 ans, maire de Céret pendant 17 ans, conseiller régional pendant 2 ans.
Il est député socialiste de la 4e circonscription des Pyrénées-Orientales. Élu une première fois en 1988, il est réélu en 1993, 1997 et 2002. Il ne s'est pas représenté en 2007.

## Mandats
Député
- 23 juin 1988 - 19 juin 2007 : député de la  4e circonscription des Pyrénées-Orientales

Maire
- 7 mars 1983 - 18 juin 1995 : maire de Céret (Pyrénées-Orientales)
- 18 juin 1995 - 21 juillet 1996 : membre du conseil municipal de Céret (Pyrénées-Orientales)
- 28 juillet 1996 - 18 mars 2001 : maire de Céret (Pyrénées-Orientales)

Conseiller général
- 26 mars 1982 - 18 mars 2001 : membre du Conseil général des Pyrénées-Orientales

Conseiller régional
- 17 mars 1986 - 27 juin 1988 : membre du Conseil régional de Languedoc-Roussillon

## Décorations
- Chevalier de la Légion d'honneur le 10 avril 2009[1].
- Officier de l'ordre national du Mérite le 29 mai 2019 [2].
- Chevalier de l'ordre du Mérite agricole le 31 janvier 2016[3]